# Connarus congolanus
Connarus congolanus är en tvåhjärtbladig växtart som beskrevs av Schellenb.. Connarus congolanus ingår i släktet Connarus och familjen Connaraceae. Inga underarter finns listade i Catalogue of Life.